# ムズズ空港
ムズズ空港（ムズズくうこう、英語: Mzuzu Airport、(IATA: ZZU, ICAO: FWUU)）は、マラウイ共和国北部州の州都ムズズを利用地域とする空港。

## 施設
この空港は、標高が海抜 4,115フィート (1,254 m) となっている。17/35 で 1,308 by 19メートル (4,291 ft × 62 ft) の滑走路は、天然アスファルトで舗装されている。
マラウイ政府は、運輸公共事業省航空局が管理する主要空港の一つとして、ムズズ空港の舗装の整備について日本政府に協力を要請している。